# Léo Ferré
Léo Ferré, właśc. Léo Albert Charles Antoine Ferré (ur. 24 sierpnia 1916  w Monako, zm. 14 lipca 1993 w Castellina in Chianti) – francusko-monakijski pieśniarz, pianista i poeta. Po nagraniu ponad czterdziestu oryginalnych albumów obejmujących okres czterdziestosześcioletniej działalności, Léo Ferré jest do dziś najbardziej płodnym twórcą piosenki francuskiej. Wychowany w kulturze muzyki poważnej wielokrotnie, przy okazji koncertów lub nagrań płytowych, dyrygował  orkiestrą symfoniczną. Jest zdeklarowanym anarchistą, co było istotną inspiracją jego twórczości.